# J. R. "Bob" Dobbs
J. R. "Bob" Dobbs é a figura principal da religião paródia  Igreja do SubGenius. Sua imagem é derivada de uma coleção de clipart distribuída pela Bell Telephone Company of West Texas em 1946. 
De acordo com o dogma SubGenius, "Bob" era um vendedor de equipamentos de perfuração que, em 1953, teve uma visão do deus JHVH-1 em um aparelho de televisão que havia construído.  A visão o inspirou a escrever as "PreEscrituras" (conforme descritas no Livro do SubGenius) e fundar a Igreja. A teologia afirma que "Bob" é o maior vendedor que já existiu e enganou a morte várias vezes. Ele também é reverenciado por suas grandes loucuras e acredita-se ser o salvador do "Slack". Ele foi assassinado em São Francisco em 1984, embora a Igreja afirme que ele voltou dos mortos várias vezes desde então.
As aspas no nome de "Bob" sempre são incluídas na grafia de seu nome, segundo a Igreja.

## História pessoal
De acordo com Apocalipse X; O "Bob" Apócrifo, "Bob" nasceu em Dallas, Texas, filho de Xinucha-Chi-Xan M. Dobbs (um farmacêutico) e Jane McBride Dobbs.  Em tenra idade, ele possuía o talento de ganhar grandes quantias de dinheiro jogando no mercado de ações pelo telefone. Ele se casou com sua esposa Connie em Las Vegas em 1955 e trabalhou como modelo de fotógrafo enquanto inventava e patenteava itens de mordaça inovadores. Em 1957, ele trabalhava nos fins de semana fazendo pregações cristãs evangélicas "estritamente por dinheiro".
O conto de Robert Anton Wilson "The Horror on Howth Hill" envolve uma conversa entre Dobbs e o cientista louco De Selby. 

## Connie Dobbs
Constance "Connie" Marsh Dobbs, a esposa de "Bob", tornou-se quase tão lendária nos círculos SubGenius quanto "Bob". Embora "Bob" tenha sido casado com outras mulheres, espíritos, divindades e objetos inanimados, Connie é descrita no documentário SubGenius Arise! como "sua primeira e ainda sua primeira esposa". Connie, uma atriz e modelo que formou o Home for Slackless Children,  é a patrona das mulheres SubGenius e é vista como uma visão de verdadeira libertação para as mulheres. Ela se recusa a se submeter a qualquer pessoa (especialmente "Bob") e é tão livre e promíscua quanto o marido, embora tenha uma cabeça mais equilibrada quando se trata de questões domésticas.

## Dobbstown
De acordo com a tradição da Igreja, "Bob" viajou para Sarauaque, na Malásia, e fundou seu quartel-general, um enclave secreto lá, chamado Dobbstown, onde costuma ficar. 

## Imagens de "Bob"

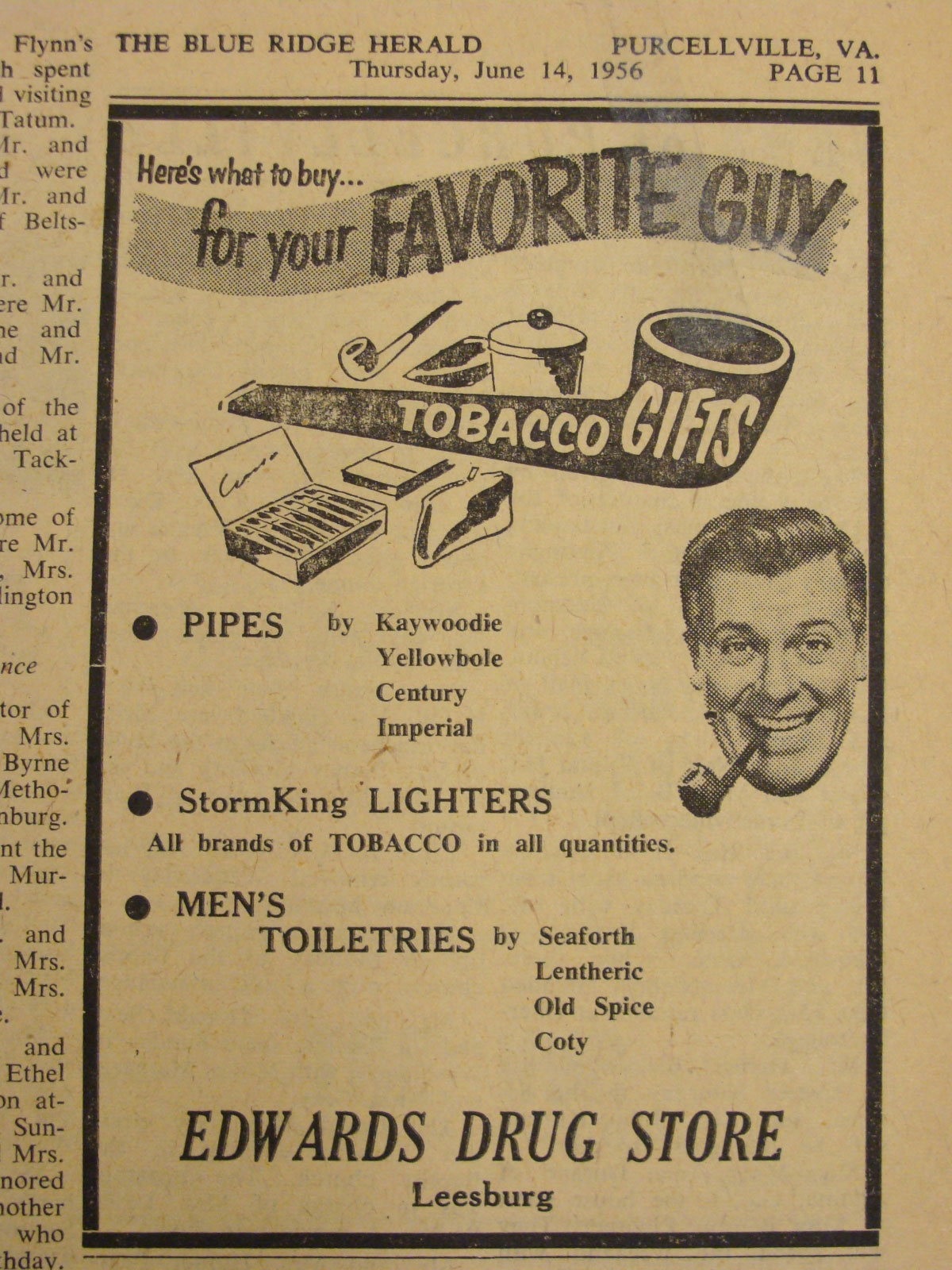
Este anúncio inclui a imagem que tem semelhança com a criada posteriormente representando J.R. "Bob" Dobbs. Na Biblioteca da Virgínia, um arquivista chamado Silver descreveu como eles encontraram essa imagem em 2014 enquanto digitalizavam jornais locais. A imagem fazia parte de um anúncio da Edward's Drug Store em Leesburg, Virgínia. O anúncio estava na edição de 7 de junho de 1956 de um jornal com sede em Purcellville, Virgínia, chamado The Blue Ridge Herald.

A imagem "Bob" apareceu pela primeira vez na publicação original da SubGenius, SubGenius Pamphlet #1 (aka "O mundo acaba amanhã e você pode morrer") (1979).  Desde sua aparição inicial, seu rosto apareceu em vários lugares ao redor do mundo, e fez aparições em tudo, desde graffiti em viadutos de rodovias e como parte do conjunto de caracteres gráficos do sistema operacional Atari ST, até álbuns musicais de muitos bandas underground (e várias bandas populares de rock mainstream, variando de Devo a Sublime) e o filme ocasional (The Wizard of Speed and Time), programa de TV (Pee-wee's Playhouse) e desenho animado (SpongeBob SquarePants). Há também dois quadrinhos alemães com "Bob" ("Future Subjunkies" e "Space Bastards", ambos de Gerhard Seyfried e Ziska Riemann). A Igreja do SubGenius mantém a marca registrada e os direitos autorais da imagem  "Bob", embora tenha tentado evitar ações legais, a menos que seja absolutamente necessário. A imagem  "Bob" é comumente vista no grupo de notícias Usenet alt.binaries.slack, onde ele aparece regularmente em imagens de muitos artistas. A etiqueta apropriada no grupo de notícias determina que o crédito seja dado onde é devido, e o reconhecimento da propriedade da imagem de "Bob" pela Igreja é aceito pelos  regulares do grupo de notícias.
J.R. "Bob" Dobbs serviu de inspiração para o personagem do Professor Utônio no desenho animado As Meninas Superpoderosas.  O personagem da DC Comics, Doc Magnus, também tem uma forte semelhança visual com "Bob".

## Sacred Ikon
Por volta de 2002, a Igreja adotou um novo símbolo chamado "Sacred Ikon", que é uma cruz estilizada composta por três barras e um cachimbo, colocados em um padrão que combina com os olhos, nariz, boca e cachimbo de "Bob". 

## Enquete daTime
Em seu primeiro tópico em 1° de janeiro de 2000, uma revista Time baseada em votações na Internet nomeou J.R. "Bob" Dobbs a "Mentira Ou Fraude" número 1 do século XX. 